# Phyllopteryx elongata
Phyllopteryx elongata är en fjärilsart som beskrevs av Pieter Cornelius Tobias Snellen 1889. Phyllopteryx elongata ingår i släktet Phyllopteryx och familjen sikelvingar. Inga underarter finns listade i Catalogue of Life.